# پاول بابیو
پاول ریموند بابیو (Paul Raymond Babeu) (متولد ۳ فوریه ۱۹۶۹)، افسر اعمال قانون، سیاستمدار و عضو حزب جمهوری‌خواه اهل ایالات متحده است که از ۱ ژانویه ۲۰۰۹ تا ۱ ژانویه ۲۰۱۷ به عنوان کلانتر شهرستان پاینال، آریزونا خدمت کرد. وی نخستین کلانتر جمهوری‌خواه شهرستان پاینال بود.
بابیو از حوزه انتخابیه چهارم آریزونا خود را در انتخابات ۲۰۱۲ مجلس نمایندگان ایالات متحده نامزد کرد، اما پس از یک مناقشه شخصی و اعلام همجنسگرا بودن خود، از نامزدی در انتخابات انصراف داد. پس از برنده شدن در انتخابات مقدماتی جمهوری‌خواه در ۳۰ اوت ۲۰۱۶، وی نامزد حزب جمهوری‌خواه از حوزه انتخابیه کنگره‌ای اول آریزونا در انتخابات ۲۰۱۶ بود. در انتخابات سراسری، وی از سوی نامزد دموکرات تام او هالرن مغلوب گردید.

## اوایل زندگی و تحصیلات
بابیو در ۳ فوریه ۱۹۶۹ در آدامز شمالی، ماساچوست از ریموند و هلن بابیو بدنیا آمد. ریموند بابیو از دیر زمانی کارمند خدمات برق همان منطقه بوده و در امور سیاسی محلی نیز فعال بود. پاول بابیو دهمین فرزند از یازده فرزند خانواده بود. بابیو بعدها در مورد اینکه برای چندین سال در دوران کودکی از سوی حداقل دو کشیش کاتولیک، از جمله ریچارد آرد. لوگنی، مورد آزار جنسی قرار گرفته‌است، صحبت نمود.
بابیو یک مدرک فوق دیپلم در رشته اجرای قانون از آکادمی اجرای قانون آریزونا دارد. وی همچنین یک مدرک لیسانس در رشته تاریخ و علوم سیاسی از کالج لیبرال آرتس ماساچوست و یک مدرک فوق لیسانس (با درجه ممتاز) در رشته اداره عمومی از کالج بین‌المللی امریکن دارد.

## اوایل حرفه

### امور سیاسی ماساچوست
بابیو، زمانی که ۱۷ سال داشت و هنوز دانشجوی دبیرستان بود، بر علیه طرحی مبنی بر افزایش حقوق اعضای شورای شهری آدامز شمالی، ماساچوست مبارزه کرد. شورا حقوق پیشنهادی را کاهش داده و بابیو نیز در حالی که به عنوان یک نامزد مستقل وارد انتخابات شده بود، تلاش‌های خود را به یک پیکار انتخاباتی موفق مبدل نموده و در سن ۱۸ سالگی به عنوان عضو شورای شهری انتخاب گردید. در ۱۹۹۲ میلادی، بابیو برای یک دوره چهارساله به عنوان عالی‌رتبه شهرستان برکشر، ماساچوست انتخاب گردید.
در خدمت این دوره خدمت خود در ۱۹۹۶ میلادی، بابیو از حوزه انتخابیه برکشر، همپدن، همپشر و فرانکلین برای کرسی مجلس سنای ماساچوست وارد انتخابات شد. وی در انتخابات مقدماتی جمهوری‌خواه در مقابل پیتر ابیر پیروز شد. اما، در انتخابات سراسری با کسب ۴۲٪ آرا در مقابل نامزد دموکرات اندریا اف. نوسیفورو جوینور که ۵۵٪ رأی بدست آورده بود، شکست خورد.
در ۱۹۹۷ میلادی وی برای کرسی شهردار آدامز شمالی در مقابل متصدی دموکرات جان بریت سوم وارد انتخابات شد. در انتخابات مقدماتی آزاد، بابیو اول شد اما نتوانست به سقف ۵۰٪ آرا برسد. وی تنها ۱۴۵ رأی بیش از بریت بدست آورده بود. در انتخابات سراسری، بریت در انتخابات پیروز گردیده و توانست با بدست آوردن ۵۳٪ آرا، بابیو را که ۴۷٪ آرا بدست آورده بود، با تفاوت تنها ۳۵۳ رأی در یک انتخابات غیر معمول و اشتراک ۷۵٪ از رأی‌دهندگان که ثبت نام نموده بودند، شکست دهد. در ۲۰۰۱ میلادی، بابیو بار دیگر در مقابل بریت خود را نامزد کرد، اما این بار نیز مغلوب گردید.

### مدیر مدرسه دی‌سیستو
بابیو از ۱۹۹۹ تا ۲۰۰۱ میلادی، در نخست به عنوان مدیر و بعدتر به عنوان مدیر ارشد مدرسه دی‌سیستو، مدرسهٔ برای جوانان معلول، در استاکبریج، ماساچوست خدمت کرد. این مدرسه در ۲۰۰۴ میلادی، پس از مرگ بنیانگذار آن مایکل دی‌سیستو، بسته شد. این مدرسه بخاطر مسائل مرتبط با جواز فعالیت، اتهامات سوءاستفاده از کودکان، فرمان متوقف شدن ثبت نام شاگردان از سوی مشترک‌المنافع ماساچوست و اتهامات عدم توانایی در فراهم سازی محیط ایمن برای دانشجویان، برای یک مدت طولانی با مشترک‌المنافع ماساچوست دعوای حقوقی داشت. مدارک دادگاه نشان می‌دهد که مشکلات مدرسه سال‌ها پیش از اینکه بابیو به عنوان مدیر گماشته شود، مطرح شده بود. بابیو اظهار داشت که وی هرگز مورد بازجویی یا دعوای حقوقی قرار نگرفته‌است و «بخاطر بازگرداندن ثبات مالی به مدرسه از وی تقدیر شده‌است». در جریان تحقیقات از سوی دولت، نام بابیو در هیچ‌یک از اتهامات نبود.

### گارد ملی
بابیو در سن ۲۱ سالگی به گارد ملی ماساچوست پیوست. وی حرفه نظامی خود را از درجه سرباز آغاز نموده و تا درجه نظامی سرگرد در گارد ملی ارتش آریزونا ترفیع نمود. در جریان حرفه نظامی خود، وی برای یک دوره برای مأموریت به عراق اعزام گردیده و به همچنین برای ۱۷ ماه به عنوان فرمانده عملیات جمپ استارت (مأموریت مرز جنوب‌غربی) در آریزونا خدمت کرد. بابیو برای ۱۷ ماه، از ۲۰۰۶ تا ۲۰۰۷ میلادی، فرمانده گروه عملیاتی یوما بوده و از ۷۰۰ سرباز سرپرستی می‌نمود، گروهٔ که از گشت مرزی ایالات متحده برای نائل شدن به کنترل عملیاتی و کاهش مهاجرت غیرقانونی حمایت می‌نمودند. بابیو پس از ۲۰ سال خدمت در سپتامبر ۲۰۱۰ از خدمت در ارتش بازنشسته شد.

### مأمور گشت در چندلر
در ۲۰۰۲ میلادی، وی به آریزونا نقل مکان نمود تا دوره آموزشی اجرای قانون را تکمیل نموده و در شهر چندلر، آریزونا افسر پلیس شود. وی از آکادمی اجرای قانون آریزونا فارغ‌التحصیل گردید، به عنوان نخستین دانشجوی انتخاب شده در سطح آکادمی به عنوان پلیس استخدام گردیده و سایر افسران همقطار وی به بابیو رأی داده و او را به عنوان افسر نمونه کلاس انتخاب نمودند.
هنگام خدمت به عنوان مأمور گشت در چندلر، دو مدال نجات زندگی به بابیو اعطاء گردید. بابیو همچنین به عنوان رئیس انجمن پلیس در اداره پلیس چندلر و به عنوان عضو هیئت مدیره انجمن پلیس آریزونا خدمت کرد.

## کلانتر شهرستان پاینال و نامزدی برای سمت‌های بالاتر
بابیو در انتخابات کلانتری شهرستان پاینال در ۲۰۰۸ میلادی به مبارزه پرداخته و متصدی دموکرات کریس واسکویز را با دریافت ۵۴٪ در مقابل ۴۶٪ آرا، شکست داد. در طول تاریخ این شهرستان (که در ۱۸۷۵ میلادی بنیانگذاری شده بود) وی نخستین کلانتر جمهوری‌خواه بود. بابیو با کسب ۵۳٫۳٪ آرا برای بار دوم در انتخابات ۲۰۱۲ انتخاب گردیده و نامزدان دموکرات و مستقل را مغلوب نمود.
بابیو معاون انجمن کلانترهای آریزونا بوده و از سوی انجمن ملی کلانترها به عنوان کلانتر ملی سال ۲۰۱۱ انتخاب گردید. بابیو با داشتن ۷۰۰ کارمند تمام وقت، سومین دفتر بزرگ کلانتر در آریزونا را رهبری نمود.
در رابطه با مسئله مهاجرت غیرقانونی، بابیو یکی از منتقدان صریح حکومت فدرال بوده‌است. براساس وبسایت بابیو، «شهرستان پاینال از نظر گذرگاه برای قاچاق مواد مخدر و انسان، در کل ایالات متحده در رده اول قرار دارد». او گزارش داد که، «به‌طور تخمینی، شهرستان پاینال حدود ۷۵ – ۱۰۰ دستگاه کارتل و پست‌های شنود/پست‌های رصد دارد که از آنها برای تسهیل حمل و نقل غیرقانونی افراد و مواد مخدر به ایالات متحده استفاده می‌گردد». بابیو همچنین به سناتور ایالات متحده جان مک‌کین و سناتور ایالات متحده جون کایل در راستای طرح برنامه «برنامه امنیت مرزی ۱۰-نقطه» همکاری نمود.
کلانتر شهرستان مریکوپا، جو آرپایو، در اواخر ۲۰۱۰ از بابیو درخواست نمود تا روی اتهامات خلافکاری در اداره آرپایو تحقیقات نماید. جستجوی بسیار مفصل که ۶ ماه به طول انجامید در نهایت منتهی به عزل دو معاون آرپایو شد.
در سال‌های ۲۰۱۱ و ۲۰۱۲ میلادی، اداره کلانتری شهرستان پاینال توانستند تجهیزات نظامی اضافی به ارزش ۷ میلیون دلار را گردآوری نمایند. بابیو اظهار داشت که وی می‌خواست تا با به حراج گذاشتن این تجهیزات، تراز بودجه این اداره را تأمین نماید. پس از یک گزارش از سوی روزنامه آریزونا ریپابلیک، اداره لژستیک وزارت دفاع به بابیو دستور داد تا «خودروها و سایر تجهیزاتی که اداره وی به سایر اداره‌های غیر-پلیس توزیع نموده‌است را دوباره جمع‌آوری نماید».

### انتخابات ۲۰۱۲ کنگره
بابیو در ۲۳ اکتبر ۲۰۱۱ تأسیس یک کمیته تحقیقی را برای نامزدی در انتخابات کنگره ایالات متحده، از حوزه انتخابیه تازه تأسیس که بعداً به عنوان حوزه انتخابیه کنگره‌ای چهارم آریزونا معروف گردید، اعلام نمود. وی در مقابل پال گوسار، کسی که در ۲۰۱۰ میلادی برای یک دوره به عنوان نماینده حوزه انتخابیه یکم آریزونا در مجلس نمایندگان انتخاب شده بود، وارد رقابت شد.
فوریه سال بعد، مهاجر غیرقانونی خوسی اروزکو ادعا نمود که بابیو و اروزکو، از زمان ملاقات در یک سایت آنلاین در ۲۰۰۶ میلادی بدان سو، عاشق هم بودند. اروزکو مدعی شد که در طول مدتی که او و بابیو عاشق هم بودند، بابیو می‌دانست که او یک مهاجر غیرقانونی است، چیزی که با نظریات بابیو پیرامون مهاجرت غیرقانونی مخالفت داشت. اروزکو همچنین ادعا کرد که پس از پایان رابطه آنها، بابیو اروزکو را تهدید نمود که برای خاموش ماندن وی، او را از کشور تبعید خواهد کرد. اروزکو اظهار داشت که این ادعاهای وی مستند بوده و کپی‌های از ایمیل و پیام کتبی که میان اروزکو و بابیو رد و بدل شده‌است را با خود دارد.
سخنگوی بابیو تمامی این اتهامات را رد نموده و آنها را «اغراق‌آمیز» خواند. سخنگوی وی همچنین تأیید نمود که بابیو در انتخابات کنگره ایالات متحده شرکت خواهد کرد. بابیو در نهایت در ۱۸ فوریه ۲۰۱۲ همجنس‌گرا بودن خود را پذیرفته و اظهار داشت که گرایش جنسی وی تنها مورد واقعیت در آن اتهامات بود. بابیو از سمت ریاست-مشترک ستاد انتخاباتی ریاست جمهوری میت رومنی در آریزونا کنار رفت، اما همواره از سوی سناتور ایالات متحده جان مک‌کین که بابیو را دوست خود می‌خواند، حمایت می‌گردید.
بابیو در ۱۱ می ۲۰۱۲ از نامزدی خود در کنگره ایالات متحده انصراف داد؛ در عوض وی مجدداً در انتخابات کلانتری شهر شرکت کرد. وی در ۶ نوامبر ۲۰۱۲ با تفاوت قابل توجه مجدداً به عنوان کلانتر انتخاب گردید.